# イザベル・ド・フランス (ナバラ王妃)
イザベル・ド・フランス（Isabelle de France, 1241年3月2日 - 1271年4月17日）は、フランス王ルイ9世と王妃マルグリット・ド・プロヴァンスの娘。フィリップ3世の姉で、ナバラ王テオバルド2世（兼シャンパーニュ伯ティボー5世）の妃。スペイン語名ではイサベル・デ・フランシア（Isabel de Francia）。

## 生涯
1255年にテオバルドと結婚した。当時テオバルドはすでに王位についていたがまだ18歳であり、イザベルは13歳であった。この結婚以後、テオバルドは義父ルイ9世に相談を持ちかけるような親しい関係になった。
2人の間に子は生まれず、1270年にテオバルドが死去すると、弟エンリケ1世（アンリ3世）が王位・伯位を相続した。翌1271年にイザベルも30歳で死去した。シャンパーニュ家はイザベルの義理の姪（エンリケ1世の娘）フアナ1世を最後に断絶するが、フアナと結婚してフランスとナバラの王を兼ねる最初の王となったフィリップ4世はイザベルの実の甥（フィリップ3世の息子）である。